# Stenamma westwoodii
Stenamma westwoodii är en myrart som beskrevs av John Obadiah Westwood 1839. Stenamma westwoodii ingår i släktet Stenamma och familjen myror.

## Underarter
Arten delas in i följande underarter:
- S. w. asiaticum
- S. w. msilanum
- S. w. westwoodii

## Bildgalleri

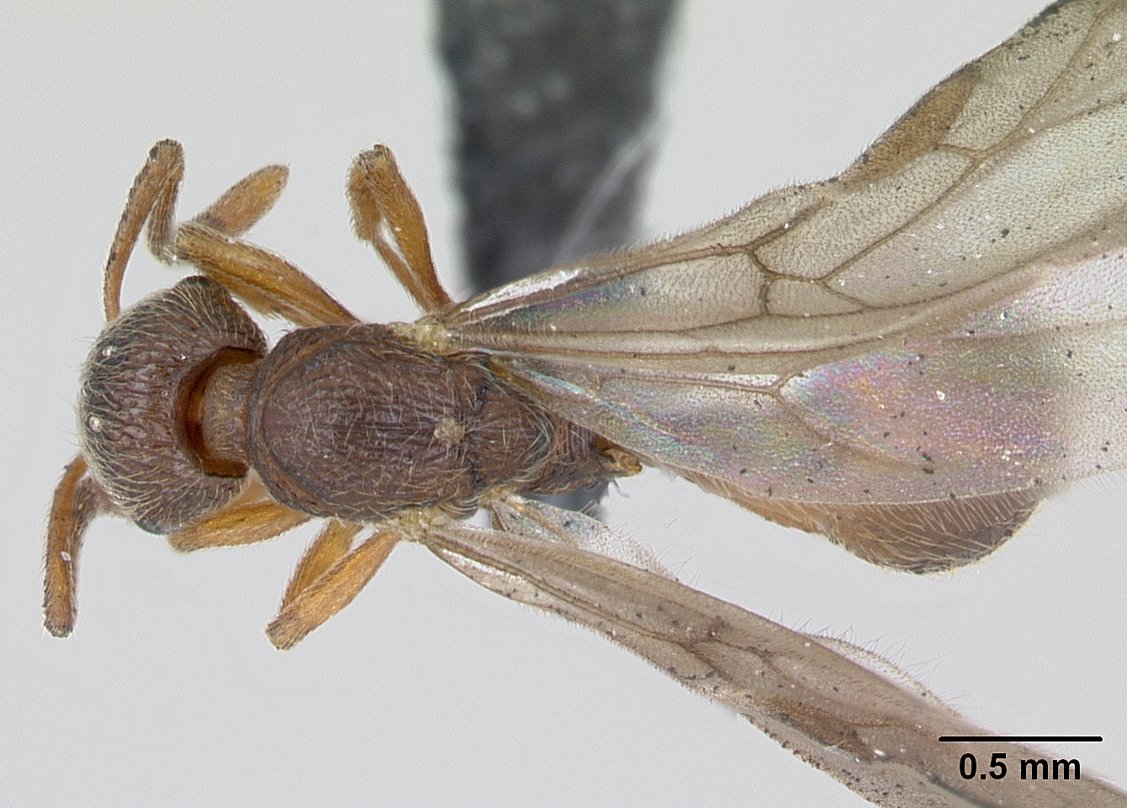
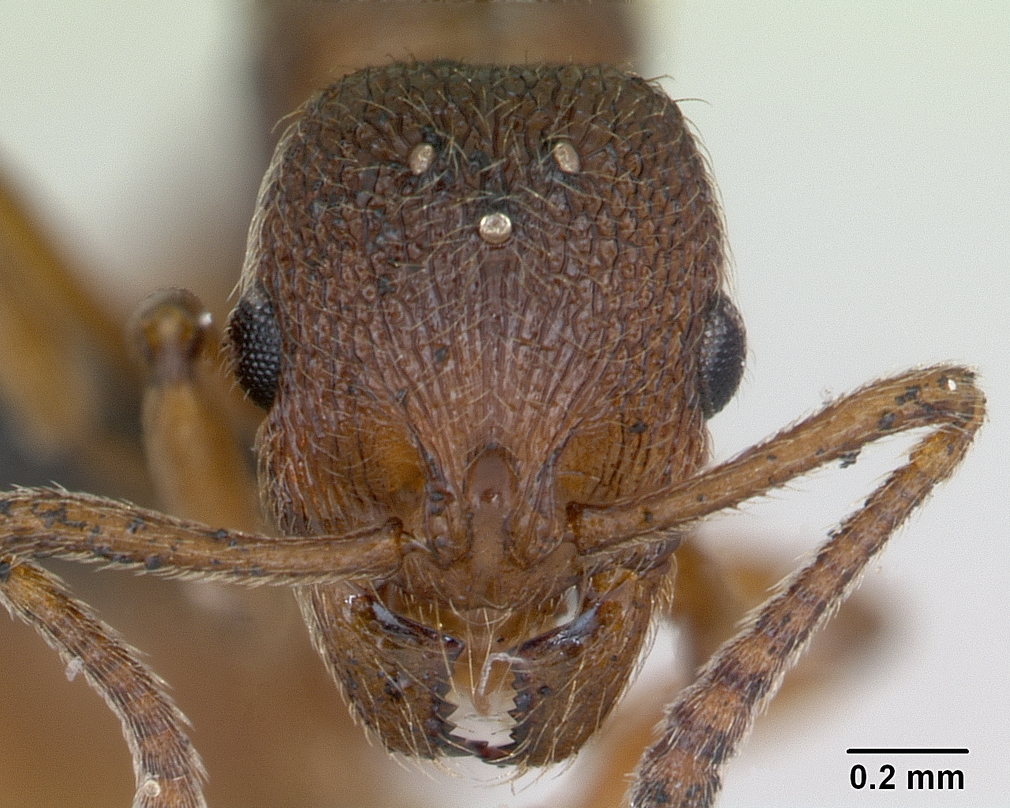
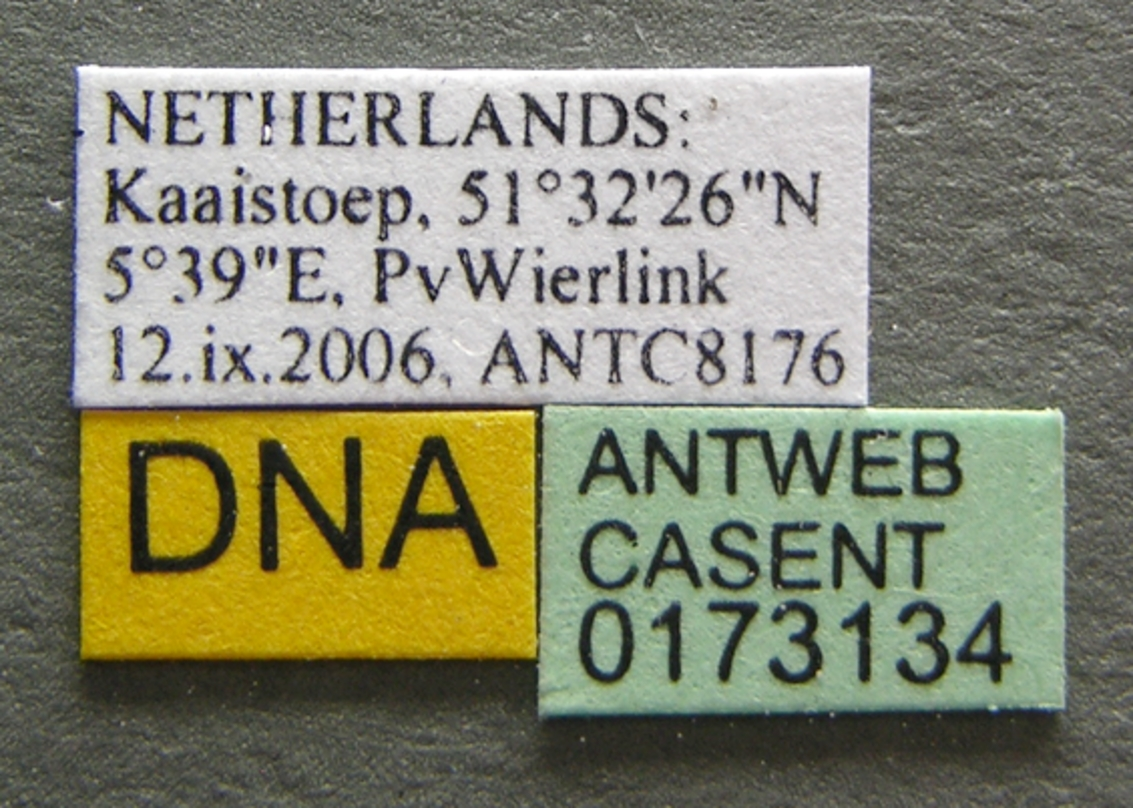
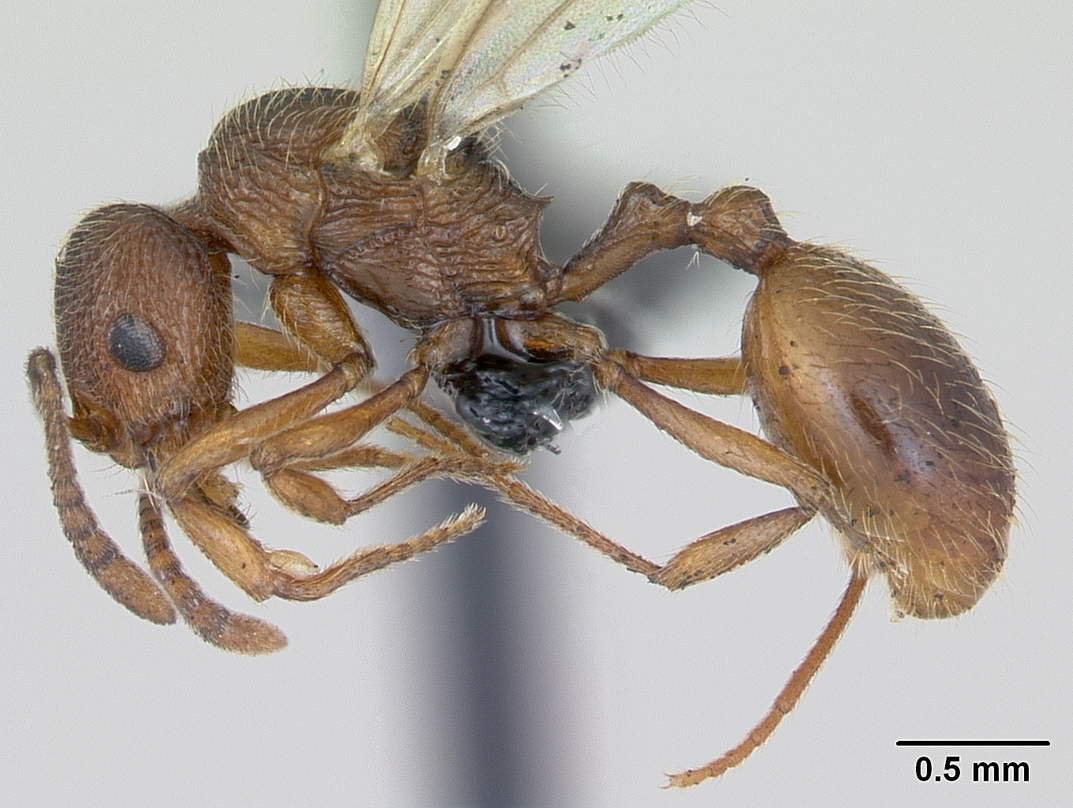
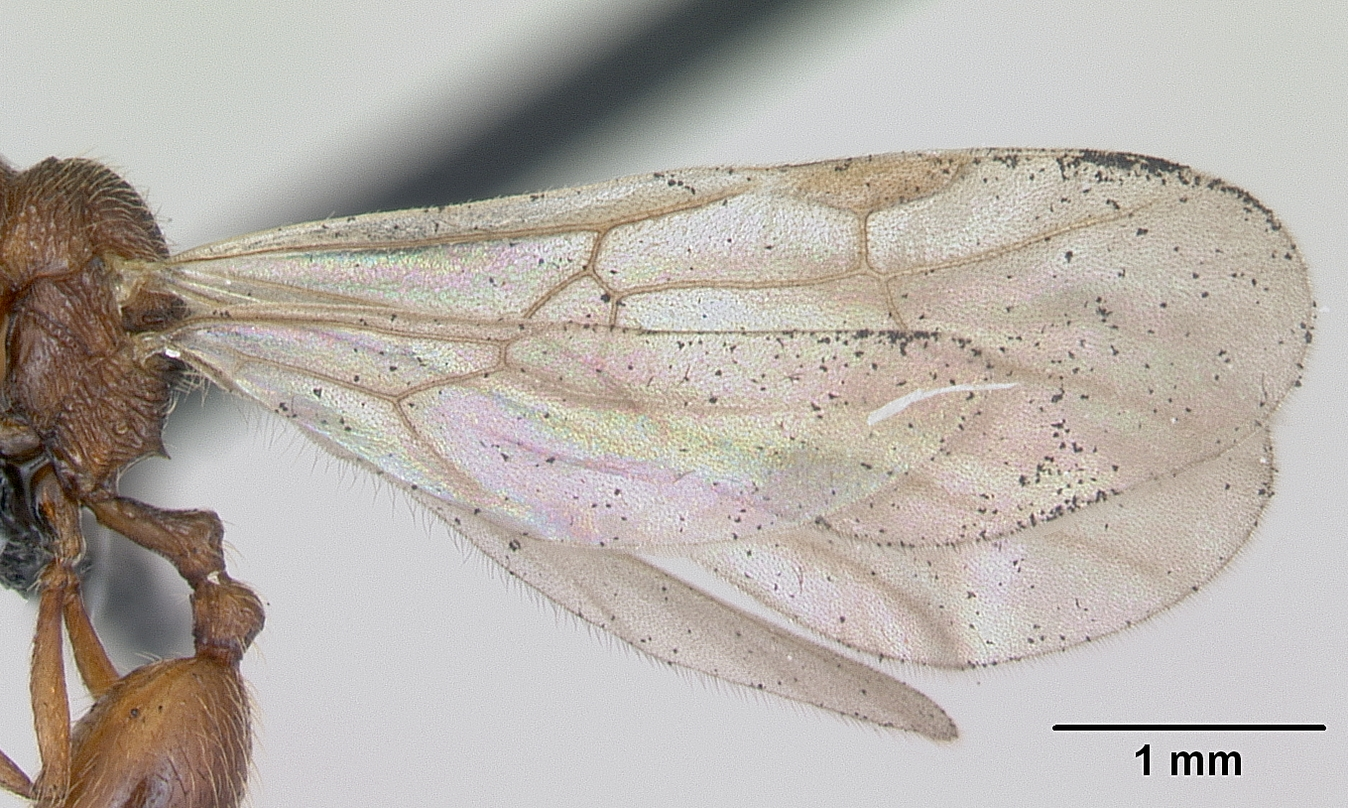